# Pfarrkirche Gaas

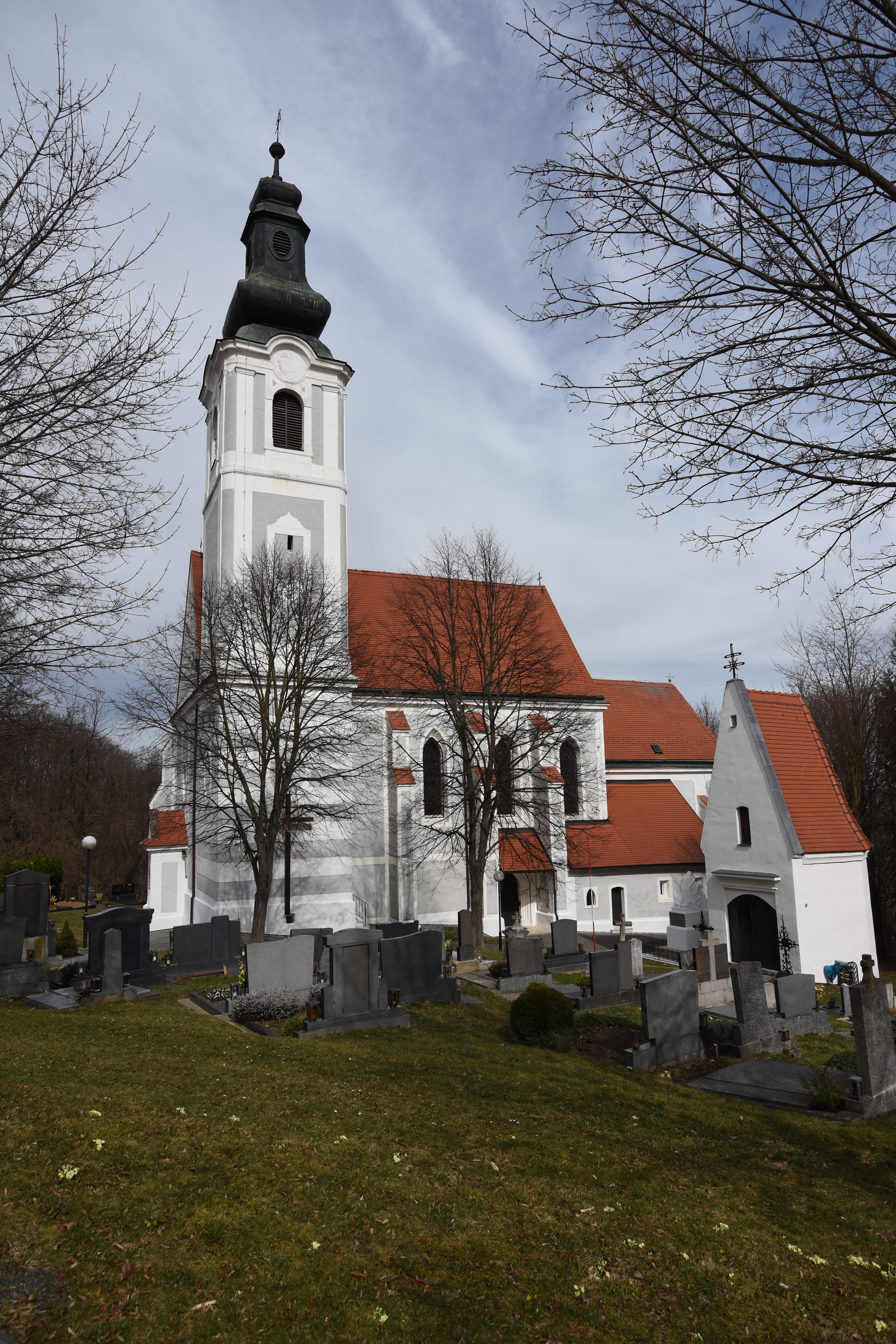
Südseite der Pfarr- und Wallfahrtskirche Maria Weinberg in Gaas

Die römisch-katholische Pfarrkirche Gaas, auch bekannt als Wallfahrtskirche Maria Weinberg, steht in der zur Gemeinde Eberau gehörenden Ortschaft Gaas im Bezirk Güssing im österreichischen Bundesland Burgenland. Sie ist dem Fest Mariä Himmelfahrt gewidmet und gehört zum Dekanat Güssing in der Diözese Eisenstadt. Die Kirche ist eine der bedeutendsten Pilgerstätten des Südburgenlandes und seiner angrenzenden westungarischen Kreise, sowie einer der wichtigsten Marienwallfahrtsorte des Burgenlandes. Das Gebäude hat seinen Ursprung in einer mittelalterlichen Burgkapelle und wurde im 15. und 16. Jahrhundert an Stelle dieser als gotischer Kirchenbau errichtet, der später barockisiert wurde. Die Pfarrkirche und der sie umgebende Friedhof stehen unter Denkmalschutz (Listeneintrag).

## Lage und Umgebung

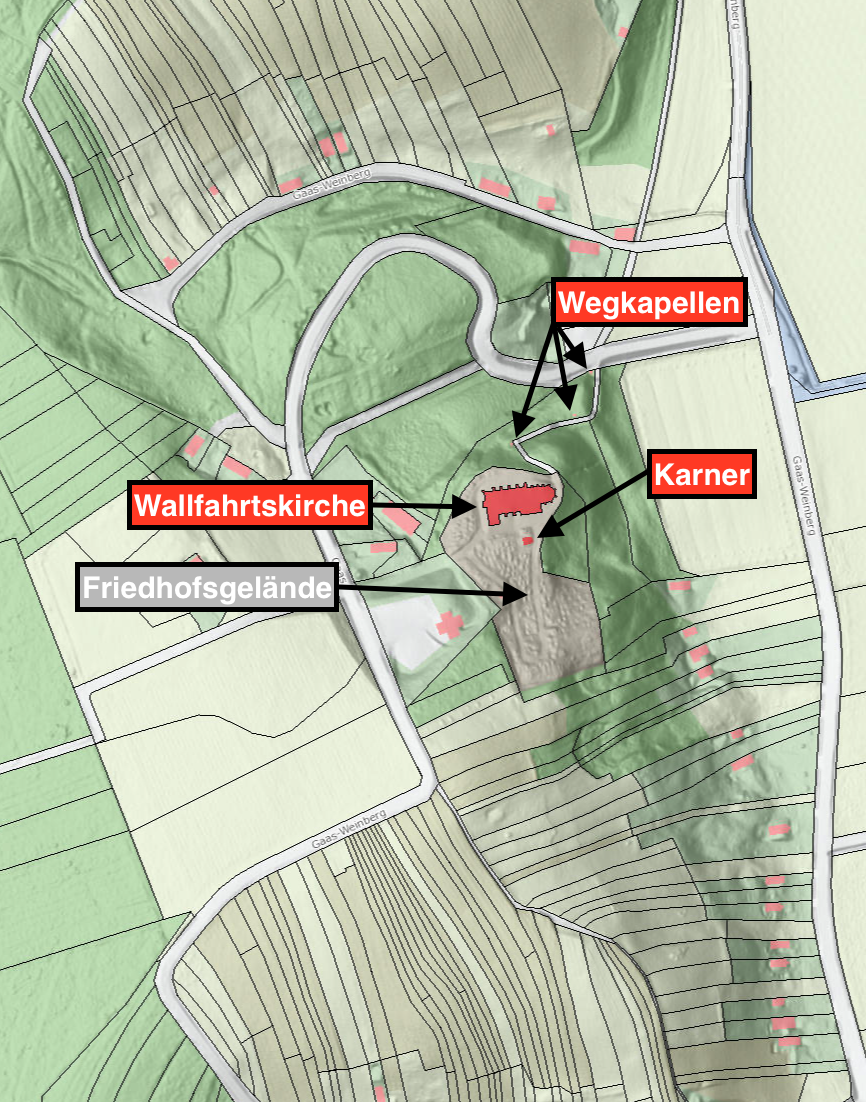
Topografische Umgebungskarte

Der Sakralbau steht im Unteren Pinkatal südwestlich von Gaas, weithin sichtbar am Hang des Kulmer Waldes, einem Teilbereich eines rund 105 km² großen zusammenhängenden Waldgebietes im Südosten der Bezirke Güssing und Oberwart. Seine Abhänge gehören zum Güssinger Hügelland, das wiederum zum Oststeirischen Hügelland gehört, und die letzte Ausläufer des Südöstlichen Alpenvorlandes direkt am Übergang in die Pannonische Tiefebene darstellt. Am Rand der Gaaser Weinberge am sogenannten Janoschberg gelegen, steht die Kirche etwa 40 m oberhalb des Tales der Pinka, die in ca. 750 m Entfernung von Norden kommend in Richtung der Raab bei Körmend fließt. Östlich der Pinka verlaufen in rund 750 m Entfernung die Geschriebensteinstraße (B56) und ca. 1 km Entfernung die Staatsgrenze zum Nachbarland Ungarn. Die nächstgelegenen größeren Ortschaften sind der etwa 9 km westlich liegende Bezirksvorort Güssing, sowie die beiden ungarischen Städte Körmend ca. 12 km südöstlich, und Steinamanger ungefähr 20 km weiter nordwestlich gelegen.
Die Kirche ist im Süden, Norden und Westen von Weingärten umgeben, und grenzt nördlich und östlich direkt an kleinere bewaldete Flächen, die bis ins späte 18. Jahrhundert ebenfalls für den Weinbau genutzt wurden. Diese Lage inmitten von Weinbergen war namensgebend für die Wallfahrtskirche.
Obwohl das Gebäude und seine Vorgänger seit der Gründung der Pfarre Gaas im Mittelalter als Pfarrkirche genutzt werden, liegt der Sakralbau weit außerhalb der Ortschaft. Direkt im Zentrum des ca. 2 km weiter nordöstlich gelegenen Ortsgebietes von Gaas gibt es daher eine der Pfarrkirche unterstellte Filialkirche – die Filialkirche Hl. Anna, die aufgrund ihrer Lage auch Dorfkirche genannt wird.

## Geschichte

### Burg Kertesz
Die Wurzeln der Kirche reichen bis in das 12. Jahrhundert zurück und sind eng verknüpft mit der Geschichte der sogenannten Burg Kertesz. Hierbei handelte es sich um eine mittelalterliche Wehranlage, aus deren Burgkapelle die heutige Pfarrkirche vermutlich hervorging. Laut dem Chronogramm am Triumphbogen zwischen Kirchenschiff und Chor erfolgte deren Errichtung 1155. Bei Renovierungsarbeiten stieß man mehrfach auf romanische Bauelemente dieser ehemaligen Burgkapelle.
Die Burg selbst wurde 1221 zum ersten Mal an dieser Stelle genannt, in einer königlichen Urkunde Andreas II., in der er die Schenkungen Stephans, Sohn des Banus Chepan an das Zisterzienserkloster Szentgotthárd bestätigte. Dieser war als Minderjähriger in das Kloster eingetreten und hatte der ca. 19 km südwestlich von Maria Weinberg gelegenen Abtei mehrere Besitzungen überlassen. Im Zuge der Beschreibung von deren Umfang und Lage wurden zahlreiche Ortschaften beiderseits der heutigen Staatsgrenze im Bereich des Unteren Pinkatales zum ersten Mal urkundlich erwähnt: Die Orte Badersdorf, Bildein, Deutsch Schützen, Eberau, Gaas, Hagensdorf, Harmisch, Kohfidisch, Kölked, Pinkamindszent, Pornóapáti und Winten, sowie einige namentlich nicht mehr zuordenbare Siedlungen. Burg und Dorf Kertesz (deutsch Gaas) wurden bei der Beschreibung der Ausmaße eines Waldes „… versus villam, que Kertes vocatur, super domum Henrici“ (deutsch "… in Richtung der Ortschaft Kertesz, oberhalb des Hauses Heinrichs.") genannt.
Sie gehörten zum Herrschaftsbereich der Herren von Güns, deren Graf Heinrich II. (1228–1274) als Palatin (um 1260) und Banus von Slawonien zwischen 1254 und 1274 zeitweise die Geschicke Ungarns lenkte. Heinrich stand im Machtkrieg zwischen König Béla IV. und seinem 1245 zum Juniorkönig gekrönten Sohn Stephan V. auf Seiten von Bela und floh nach dessen Tod 1270 nach Böhmen. Dort verbündete er sich mit König Ottokar II. Přemysl und übergab diesem die Burg Kertesz zusammen mit seinen Besitzungen und Festungen in Bernstein, Güns, Schlaining und St. Veit. Im Friedensschluss zwischen Ottokar und Stephan 1271 erfolgte die Rückgabe der Besitztümer, und die Günser kehrten nach Ungarn und in ihre früheren Ämter und Herrschaften zurück. Nach dem Sturz der Grafen von Güns 1369 ging die Burg Kertesz in den Besitz des Adelsgeschlechtes Hermann über, dem bis zum Ende des Mittelalters eine kleine Burgherrschaft mit der Burg Kertesz als deren Zentrum unterstellt war. Anschließend ging Kertesz in der Herrschaft Eberau auf, und die Burg verlor ihre Bedeutung.

### Kirchenbau

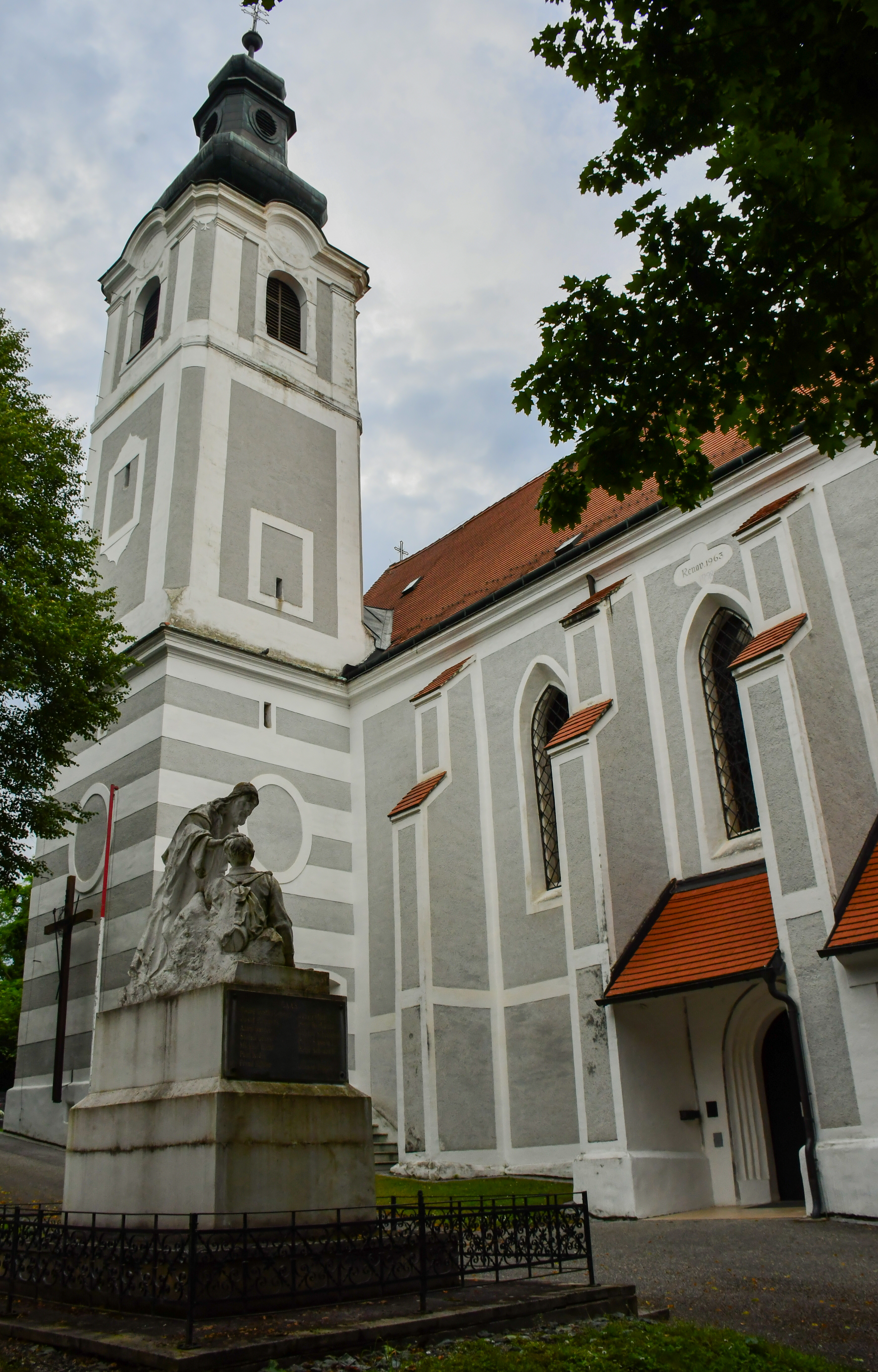
Die Südseite mit dem vorgebauten Kirchturm

Der Großteil der heutigen Pfarrkirche wurde in der zweiten Hälfte des 15. Jahrhunderts errichtet. Dabei wurden – teils unter Einbeziehung von Resten der ehemaligen Burgkapelle – das Kirchenschiff samt Chor im Stile der Gotik errichtet. Um den Bau zu unterstützen, gewährte Papst Sixtus IV. im Jahr 1475 allen Personen einen Ablass, die zu dessen Errichtung beitrugen. Im ersten Viertel des 16. Jahrhunderts erfolgte ein Ausbau der Kirche, wobei dieser unter anderem südseitig des Langhauses auf einem mittelalterlichen Fundament ein gotischer Turm vorgebaut wurde. In dieser Zeit erfolgte auch die Widmung der Kirche – im Jahre 1524. Die Pfarre selbst bestand bereits seit dem Mittelalter und wurde vermutlich bereits im 12. Jahrhundert gegründet. Sie gehört damit zu den ältesten, noch bestehenden Pfarrgemeinden des Burgenlandes.
Im 18. Jahrhundert wurde das Gebäude mehrfach saniert und umgebaut, wobei unter anderem im Süden eine barocke Sakristei angebaut und die Westfassade samt Hauptportal barockisiert wurden. 1741 erfolgte eine Innenrenovierung, und in den Jahren 1775 und 1776 wurde ein neuer Dachstuhl errichtet. Das zuvor eingestürzte oberste Turmgeschoß wurde im Jahr 1777 neu aufgebaut, und mit einem spätbarocken Zwiebelhelm versehen. Zusätzlich wurde um 1800 der Großteil der Inneneinrichtung komplett barockisiert (siehe Ausstattung).
Zu schweren Schäden am Gebäude kam es Ende des Zweiten Weltkrieges durch den Beschuss der Roten Armee. Diese begann am Karsamstag, den 31. März 1945 den Südabschnitt des Südostwalles bei Moschendorf, Gaas, Eberau und Kulm anzugreifen. Da die Wehrmacht die Kirchtürme vieler umliegender Orte als Aussichtspunkte benutzte, wurden mehrere Kirchen stark beschädigt – vor allem geografisch exponiert gelegene Gebäude wie die Pfarrkirche Gaas oder die nahe gelegene Pfarrkirche Heiligenbrunn. Bereits am Palmsonntag, den 25. März war es zu Todesmärschen von ungarisch-jüdischen Zwangsarbeitern vom Bahnhof Burg über Maria Weinberg zum Zwangsarbeiterlager beim Meierhof Heiligenbrunn gekommen. Dabei wurden zwei ausgehungerte und erschöpfte Personen in der Nähe der Pfarrkirche Gaas erschossen, wovon eine direkt im Straßengraben des Kirchweges verscharrt wurde.
Die Kriegsschäden wurden durch eine Innenrenovierung im Jahr 1952 und eine Außenrenovierung 1963 beseitigt. Weitere Renovierungen am Gebäude erfolgten 1975, 1996–1998 und im Jahr 2024.

## Beschreibung

### Wallfahrtskirche

#### Außenbau
Die Kirche ist ein gotischer Bau aus der zweiten Hälfte des 15. und dem ersten Viertel des 16. Jahrhunderts. An die Westfassade schließt im Süden ein Turm an. Das Untergeschoß ist mittelalterlich, das Obergeschoß und der Zwiebelhelm sind spätbarock. Die Eisentür wurde 1755 geschaffen. Das Schiff wird durch zweifach abgetreppte Strebepfeiler gestützt. Die vier südlichen, gotischen Fenster haben barocke Schmiedeeisengitter aus dem Jahr 1741. An der Südostecke des Langhauses ist ein plastisches Köpfchen eingemauert, das vermutlich den Baumeister darstellt. Im Süden ist ein barocker Sakristeianbau vorhanden. Die Fassaden sind mit Faschen und einem stark profilierten Trauf- und Kranzgesims gegliedert. Das Südportal hat eine profilierte Leibung mit einer Eisentür aus dem Jahr 1726. Die westliche Giebelfassade hat ein barockes Portal mit einer Eisentür aus dem Jahr 1744. An der Außenwand der Apsis ist ein modernes Kruzifix vorhanden.

#### Innenraum

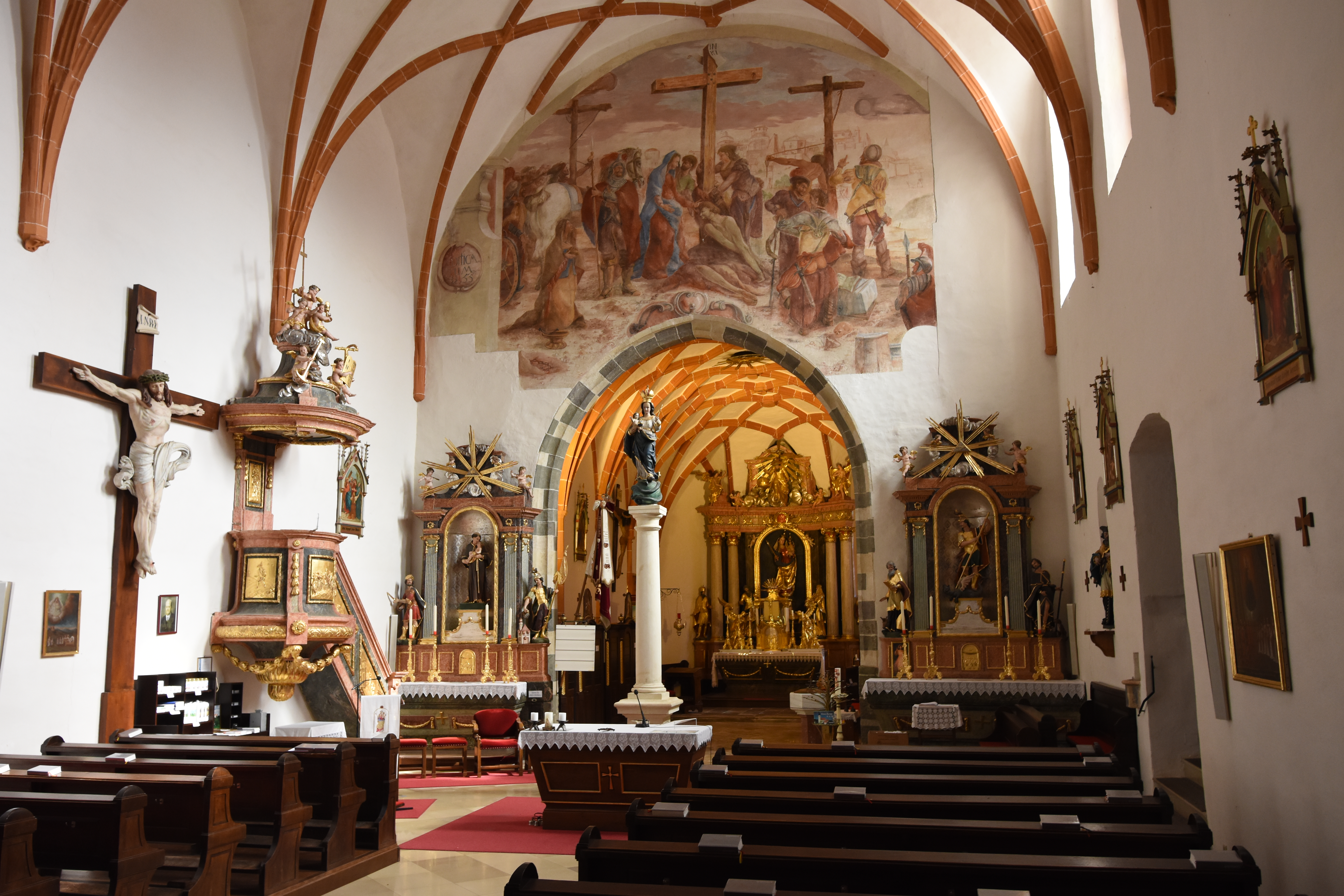
Innenraum der Kirche

Das Kirchenschiff ist fünfjochig mit einem weitmaschigen Netzrippengewölbe auf Wappenkonsolen mit Steinmetz- oder Hauszeichen. Die spätbarocke Westempore ist dreiachsig und lagert auf einem Platzlgewölbe. Sie hat eine vorgebauchte Brüstung und stammt aus dem ersten Viertel des 16. Jahrhunderts. Ein Triumphbogen mit einem flachen Spitzbogen trennt das Kirchenschiff von der Apsis. Der dreijochige Chor hat einen 5/8-Schluss. Er ist etwas aus der Achse gerückt. Im Chor ist ein zierliches Netzrippengewölbe mit zweifach gekehlten Rippen auf Diensten. Die Konsolen wurden in Form von Tierköpfen geschaffen. Die gotische Sakramentsnische in der nördlichen Chorwand ist aus Terrakotta mit einem Wimperg in spätgotischer Rahmung. Das Schmiedeeisentürchen stammt aus der Entstehungszeit. Die Wandmalereien über dem Triumphbogen aus dem 17. Jahrhundert stellen die Abnahme des Leichnams Jesu vom Kreuz dar. An der Emporenbrüstung sind musizierende Engel und Heilige dargestellt. Die Wandmalereien aus dem 18. Jahrhundert waren stark übermalt und wurden 1965 wieder freigelegt. Die Kirchenfenster aus dem Jahr 1952 stammen von Josef Widmoser.

#### Ausstattung
Der Großteil der Einrichtung stammt aus der Zeit von Pfarrer G. Legath, der in den Jahren 1777 bis 1820 wirkte. Die Einrichtung wurde 1977, 1983 und Anfang der 2000er-Jahre restauriert.

##### Hochaltar

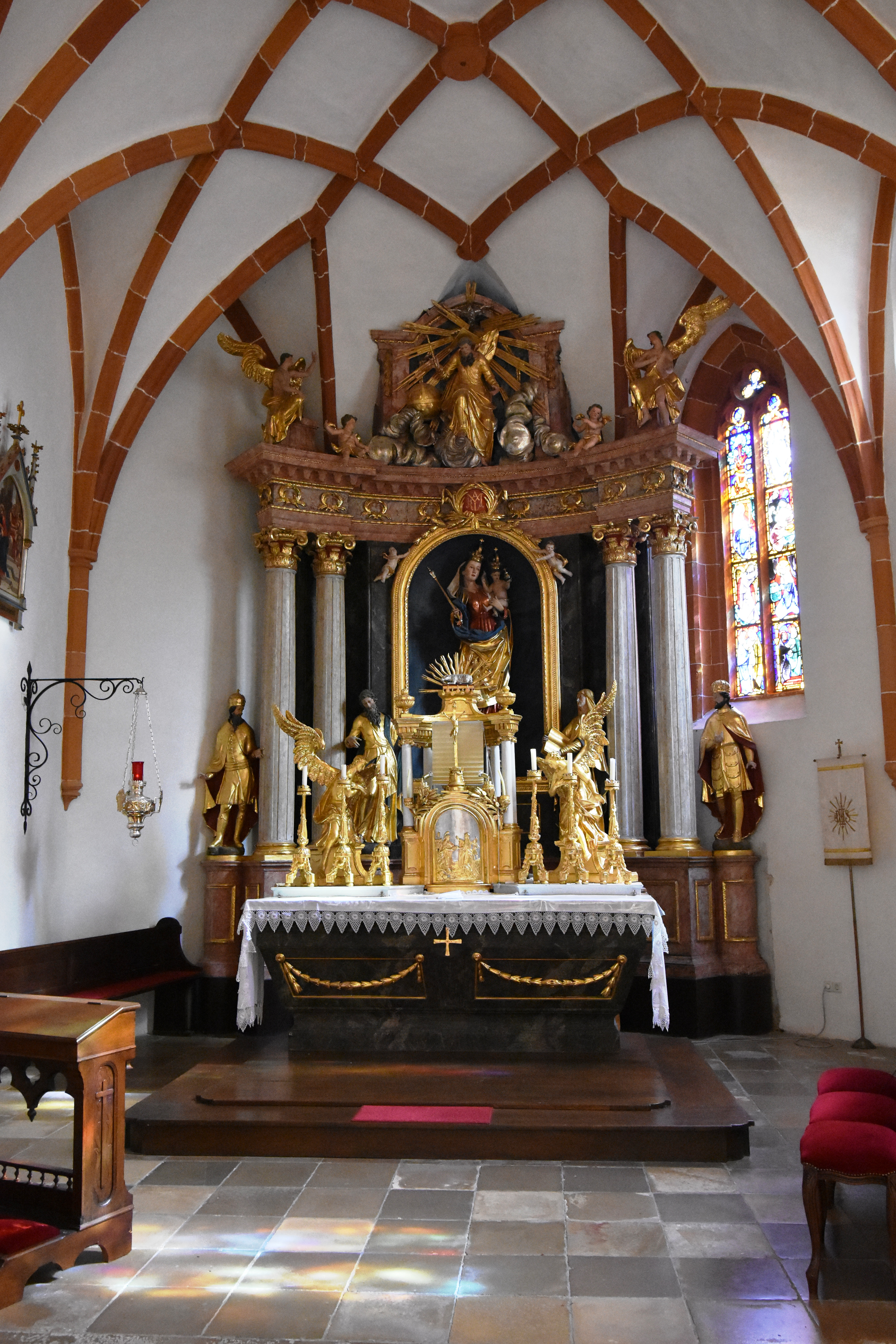
Der Hauptaltar mit dem Gnadenbild im Zentrum

Der Hauptaltar besteht aus einem zweistöckigen rosa-grau-marmorierten Säulenaufbau mit vergoldeten Holzschnitzfiguren und Zierschnitzereien. Er füllt beinahe die ganze Höhe des Chorgewölbes aus und reicht bis in die untere Hälfte von dessen Netzrippen. Im ersten Geschoß befindet sich zwischen zwei klassizistischen Doppelsäulen mit korinthischen Kapitellen eine golden gerahmte Mittelnische mit dem Gnadenbild einer spätgotischen Madonna mit Kind auf einer Mondsichel. Es entstand um 1460 oder 1470 und wurde 1975 restauriert. Im oberen Drittel wird es von zwei schwebenden Putti flankiert, in der unteren Hälfte von vergoldeten Holzschnitzfiguren des Hl. Joachim links, und der Hl. Anna rechts. An den Außenseiten der Doppelsäulen sind ident dazu Figuren der Heiligen Könige Stephan (links) und Ladislaus (rechts) vorhanden.
Die zentral vor dem Gnadenbild liegende Mensa trägt einen vergoldeten Tabernakel mit Doppelsäulenaufbau, über dem sich ein goldenes Kruzifix und darüber eine Figur des Lamm Gottes mit vergoldetem Strahlenkranz befindet. Der Tabernakel verfügt über Darstellung der Verkündigung Mariens in der Form von goldenem Auflagenschmuck auf silbernem Hintergrund. Flankiert wird der Aufbau von zwei großen vergoldeten Engelsfiguren mit ausladenden Flügeln, vor denen sich je drei vergoldete Kerzenleuchter befinden.
Ein breites, mit vergoldeten Ornamenten und einem Marienmonogramm verziertes Gebälk mit Gurtgesims trägt einen Altaraufsatz mit einer vergoldeten Holzschnitzfigur von Gottvater in dessen Zentrum. Er steht inmitten eines vergoldeten Strahlenkranzes auf einer Wolkenformation und hat ein Szepter in seiner rechten Hand und einen großen vergoldeten Reichsapfel zu seiner Rechten. Flankiert wird der Aufbau von zwei sitzenden Putti und zwei Engelsfiguren mit weit geöffneten Flügeln. Bekrönt wird der Altar von einer Figur des Heiligen Geistes, die mittig über Gottvater schwebt.

##### Nebenaltäre
Die beiderseits des Triumphbogens vorhandenen Seitenaltäre sind ähnlich aufgebaut wie der Hauptaltar und wurden 1793 erstmals urkundlich erwähnt. Sie bestehen aus einer Mensa, über der sich ein Säulenaufbau mit Mittelnische erhebt, der von Heiligenfiguren flankiert und einem großen vergoldeten Strahlenkranz bekrönt wird. Dieser wird wiederum von je einem Putto flankiert. Beide Altäre verfügen über ein breites Gesims zwischen Mensa und Aufbau, in dem je ein vergoldeter Tabernakel vor vergoldeten Kerzenleuchtern vorhanden ist.
Der linke Seitenaltar trägt in der Mittelnische eine Holzschnitzfigur des Hl. Antonius mit Jesuskind, der rechte Altar eine Figur des Hl. Georg. Am Georgsaltar ist linksseitig eine Figur des Hl. Patrizius vorhanden, und rechts eine Figur des Hl. Rochus. Der Antoniusaltar verfügt links über eine Figur des Hl. Donatus und rechts über eine des Hl. Florian. Der Strahlenkranz am Altar links hat das allsehende Auge Gottes in seinem Zentrum, der Strahlenkranz rechts trägt den Eigennamen Gottes in hebräischer Schrift.

##### Kanzel

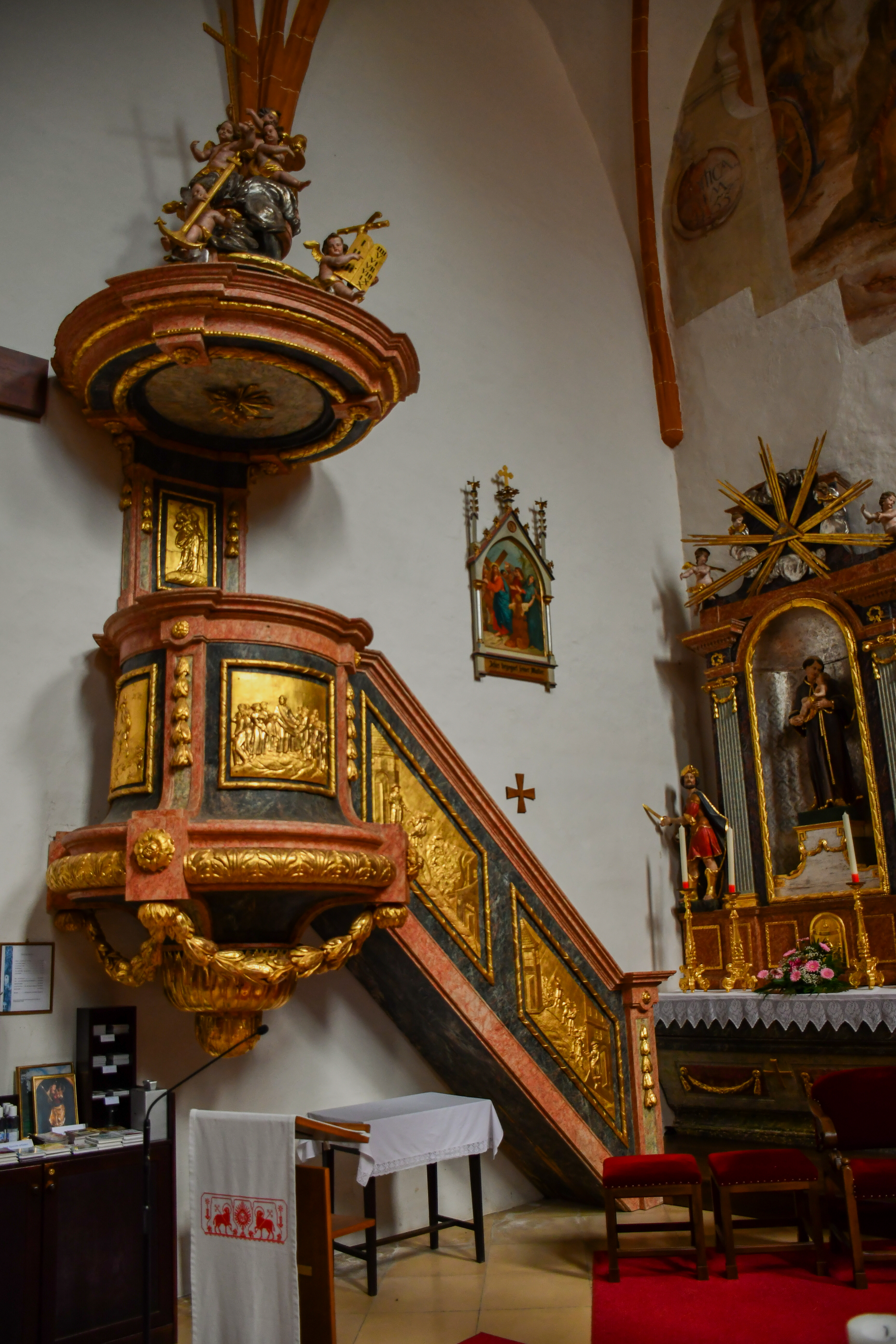
Die Kanzel mit Ambo, Sessio und Antoniusaltar

An der linken Langhauswand ist eine barocke Kanzel aus dem Jahr 1795 vorhanden. Sie ist im gleichen Farbschema wie die Altäre gehalten und verfügt über teilvergoldete Schnitzreliefe an den Brüstungen von Korb und Treppengeländer. Der Kanzelkorb ist rund ausgeführt und mit dem darüber liegenden Schalldeckel mit einer ebenfalls teilvergoldeten Wandtafel verbunden. Das breite Gesims des Schalldeckels wird von einer pyramidenartig ansteigenden Wolkenformation bekrönt, auf denen fünf Putti dargestellt sind. Der untere Putto links hält einen Anker in seinen Händen, der untere Putto rechts die Tafeln mit den Geboten Gottes, der obere Putto rechts einen vergoldeten Kelch. Der Putto an der Spitze der Formation hält ein großes vergoldetes Kreuz in seiner Rechten. An der Unterseite des Schalldeckels ist ein vergoldeter Strahlenkranz mit Darstellung des Heiligen Geistes vorhanden.

##### Übrige Ausstattung
Zwischen viertem und fünftem Joch befindet sich in der Mitte des Kirchenschiffes eine Säulenmadonna aus dem Jahr 1625. Sie ist das einzige an Ort und Stelle verbliebene Beispiel einer vor dem Sanktuarium situierten Säulenmadonna im Burgenland. Direkt vor ihr befindet sich ein moderner Volksaltar in historisierender Gestaltung. Links davon ist ein moderner Ambo vorhanden. Die moderne Sessio dahinter ist ähnlich gestaltet wie der Volksaltar.
Auf der Westempore befindet sich eine Orgel mit historischem Gehäuse und modernem Orgelwerk. Das spätbarocke Orgelprospekt wurde 1794 von Josef Klügel d. Ä. (1745–1812) geschaffen und 1965 restauriert. Das Orgelwerk stammt aus dem Jahr 1968.
Unter der Empore gibt es beiderseits des Hauptportales Beichtstühle mit Aufsatzbildern vom Ende des 18. Jahrhunderts. Linksseitig vor der Kanzel ist es ein gotisches Kruzifix mit einem Perückenchristus mit Echthaar vorhanden. Es stammt aus dem 15. Jahrhundert und wurde 1979 restauriert. Die Kreuzwegstationen an den Wänden des Langhauses stammen aus dem 19. Jahrhundert und sind neugotisch gestaltet. Im Untergeschoß des Kirchturmes befindet sich ein gotisches Taufbecken.

##### Wandmalereien

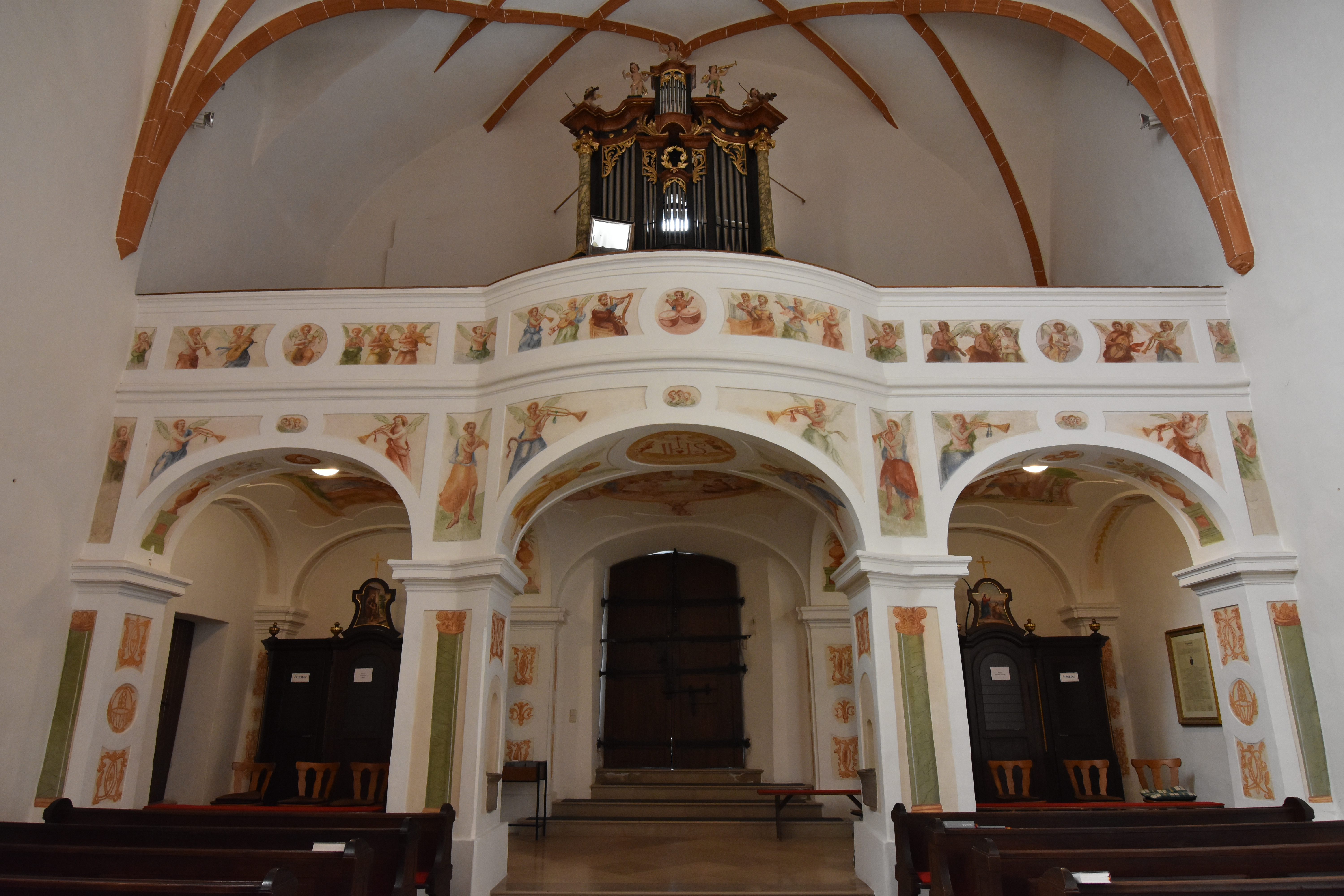
Die mit Malereien versehene Westempore

Die große Wandfläche über dem Triumphbogen verfügt über eine Darstellung der Kreuzesabnahme, die beinahe die ganze Fläche oberhalb des Bogens ausfüllt. Sie ist mit 1655 datiert und besteht aus einer Darstellung von vierzehn Personen und zwei Pferden, die um die drei Kreuze auf Golgata positioniert sind. Im Zentrum befindet sich der vor dem Kreuz liegende Leichnam Jesu mit seiner Mutter Maria und dem römischen Soldaten Longinus links und dem Apostel Johannes rechts des Kreuzes. Im Hintergrund des Gemäldes ist die Silhouette der Stadt Jerusalem dargestellt.
Brüstung und Gewölbe der Empore sind ebenfalls mit Malereien ausgestattet. Während die Brüstung hauptsächlich von musizierenden Engeln und Putti verziert wird, gibt es an der Unterseite der Gewölbe drei Votivbilder: Im Zentrum eine Darstellung des Letzten Abendmahles und seitlich ein Votivbild aus dem Jahr 1718 mit einer Mariazeller Madonna und der Ansicht der Kirche, sowie einem Votivbild des Hl. Andreas aus dem Jahr 1762. Die Unterseite der Gurtbögen sind mit floralen Elementen und einem Nomen Sacrum verziert.

### Friedhof mit Karner

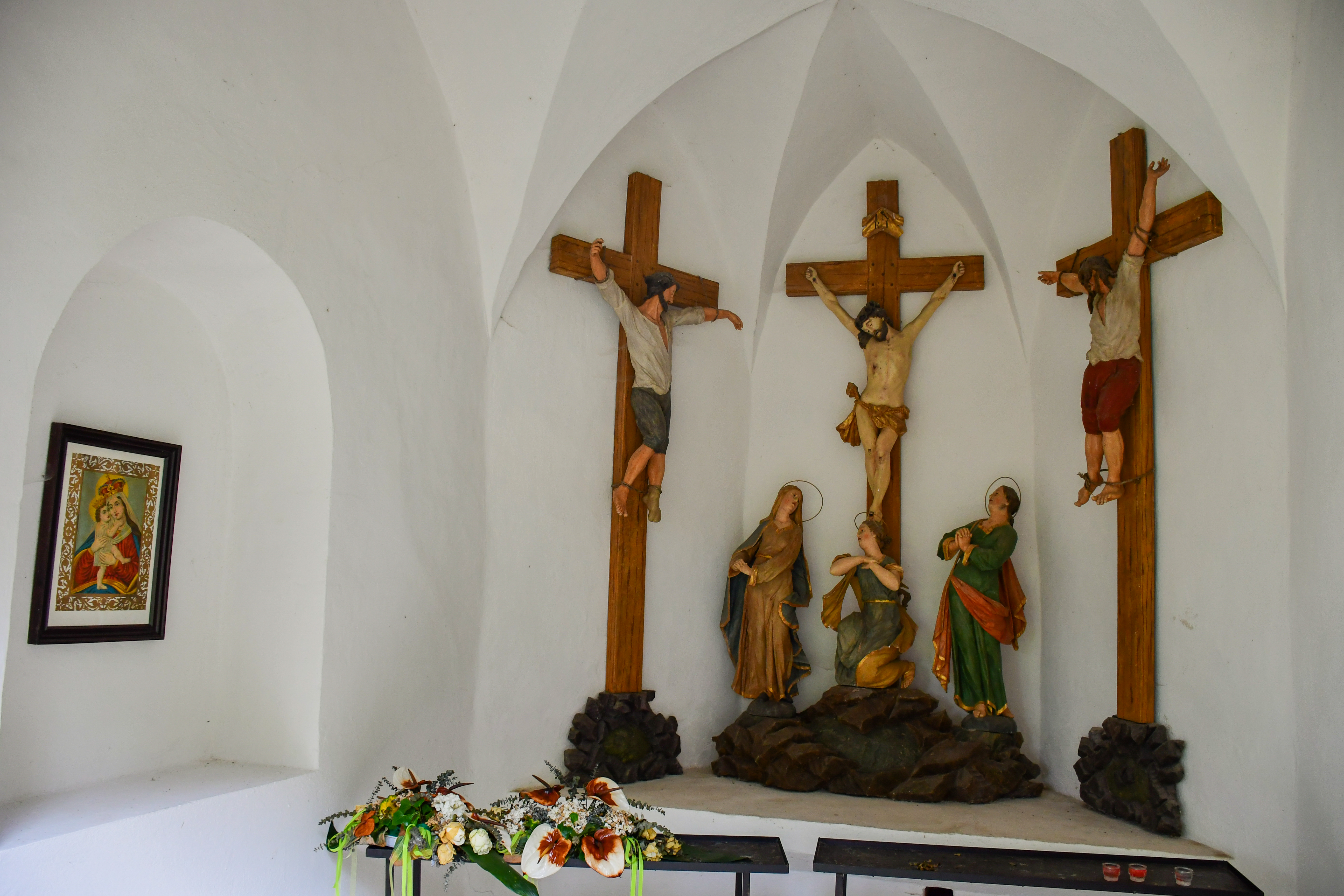
Innenraum des Karners mit Kreuzigungsgruppe

Die Pfarrkirche liegt inmitten eines Friedhofes mit Karner, der ebenfalls unter Denkmalschutz steht. Der südlich der Kirche gelegene mittelalterliche Karner besteht aus einem rechteckigen Bau mit polygoner Apsis mit 3/8-Schluss und einem hohen Satteldach. Er ist im Kern spätgotisch, wurde aber barock verändert. Er wird als Kerzenkapelle genutzt und verfügt im Innenraum über einen Altar mit einer Kreuzigungsgruppe aus dem 17. Jahrhundert.
Am Friedhof gibt es mehrere Denkmäler und unter Denkmalschutz stehende Grabmonumente. Direkt neben dem Karner steht ein schmiedeeisernes Kreuz aus dem 18. Jahrhundert. Weiters gibt es einen klassizistischen Grabstein aus der Zeit um 1780, der 1873 wiederverwendet wurde. Am Südende des Friedhofes steht ein steinernes Friedhofskreuz, an seiner Ostgrenze im Zentrum eine Wegkapelle mit einer Maria-Lourdes-Statue. Zwischen Karner und Pfarrkirche ist ein steinernes Kriegerdenkmal vorhanden, das aus einer Plastik auf zwei stufig abgetreppten Steinquadern besteht, an dessen Außenseiten sich Tafeln mit den Namen von in beiden Weltkriegen Gefallenen und Vermissten befinden. Die plastische Darstellung auf der Spitze besteht aus einem Christus, der neben einem halb liegend, halb sitzenden Verwundeten kniet, und diesen mit seiner rechten Hand segnet.

### Wegkapellen
An den Steilhängen nordöstlich des Kirchengebäudes gibt es einen rund 100 m langen Stiegenaufgang, den drei identisch gestaltete Wegkapellen säumen. Sie stammen aus dem 18. und 19. Jahrhundert und bestehen aus einem gemauerten Bildstock mit Satteldach, der über eine große rundbogige Mauernische mit einer Holzschnitzfigur verfügt. In der untersten Kapelle gibt es eine Figur des Hl. Josef mit Jesuskind, in der mittleren eine Madonna mit Unbeflecktem Herzen, und in der obersten eine Herz-Jesu-Figur. Die Bauwerke verfügen über eine profilierte Gliederung mit Lisenen, Gesimsen und Faschen. Die Giebel der Bauten werden von schmiedeeisernen Kreuzen bekrönt.

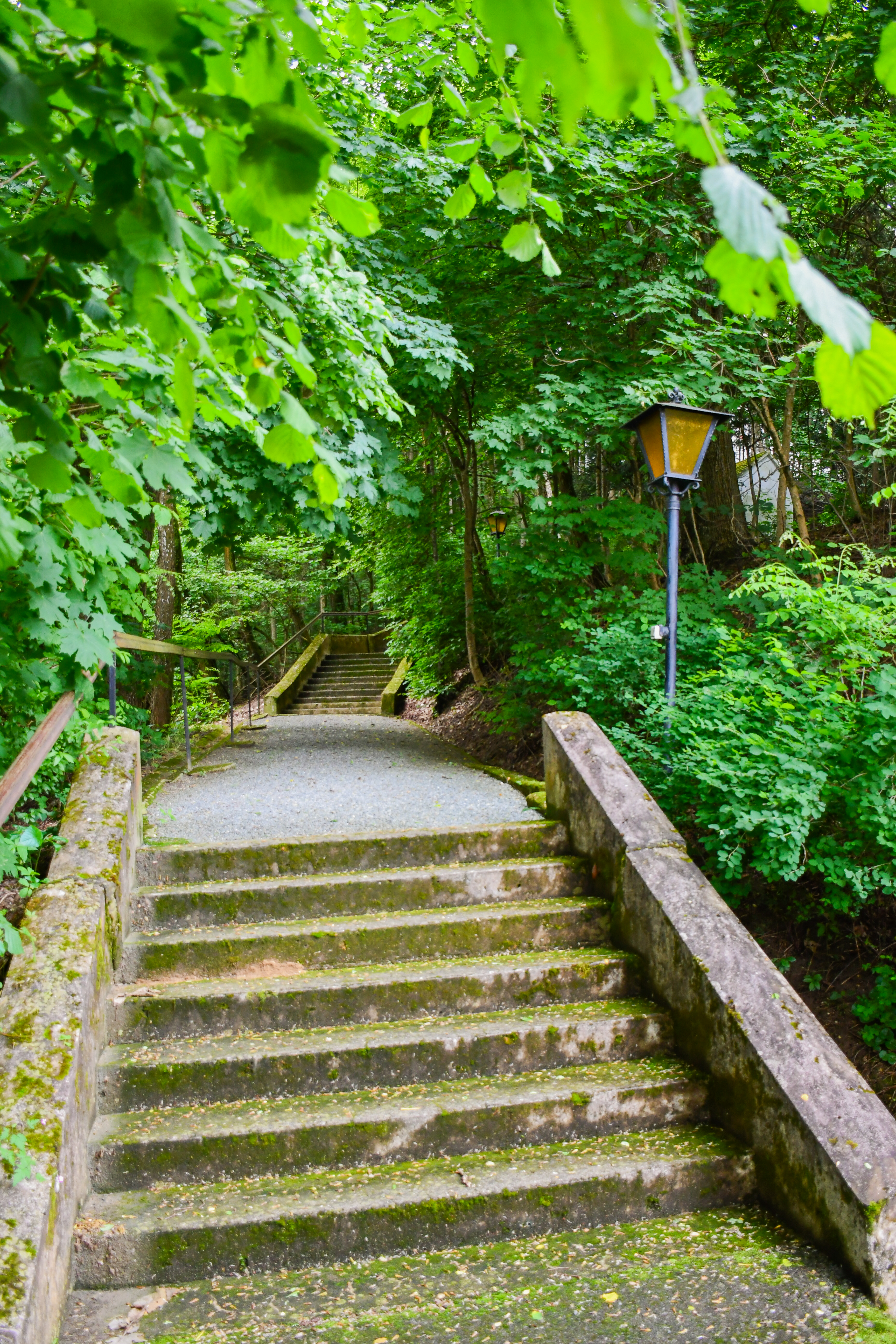
Stiegenaufgang
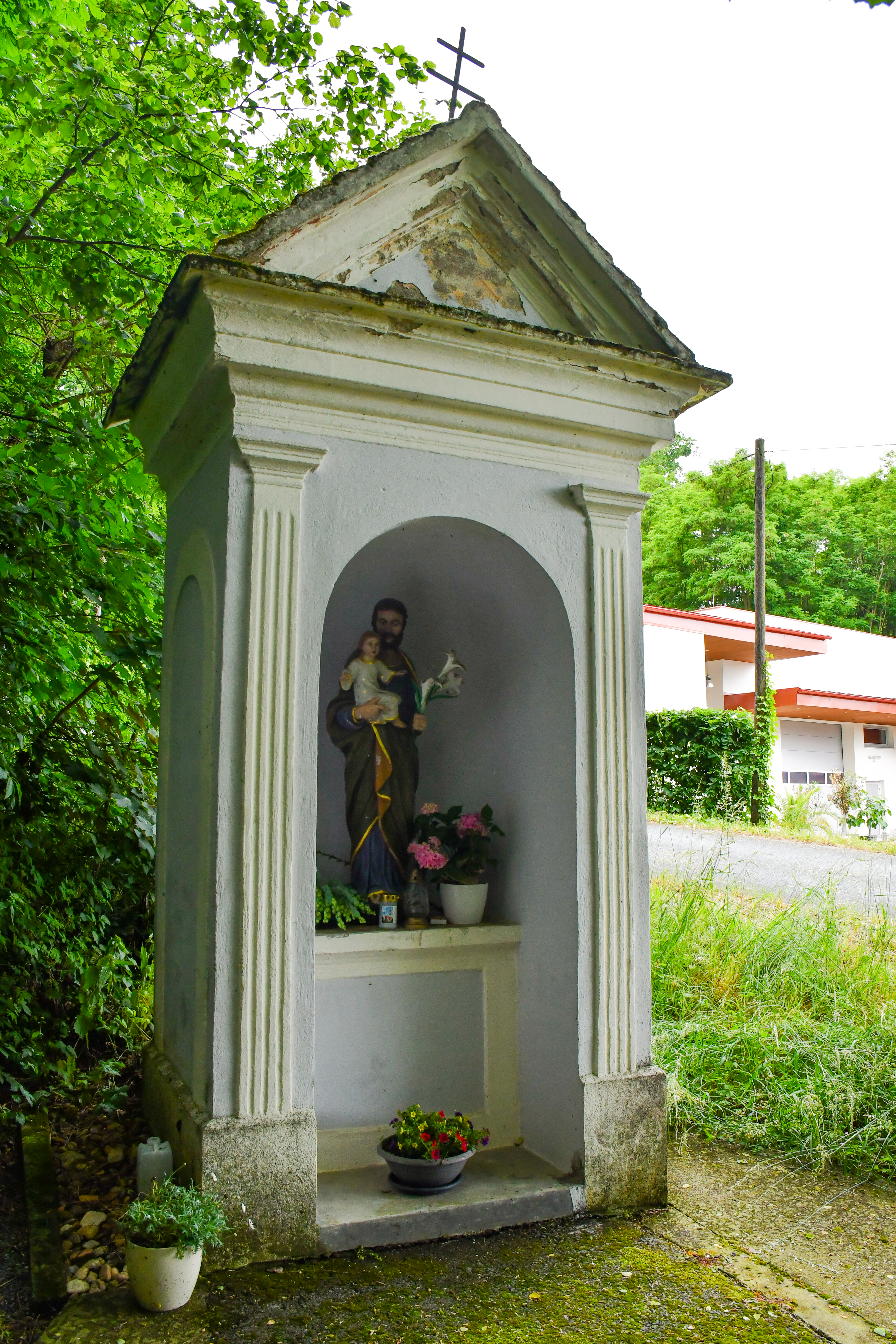
Josefskapelle
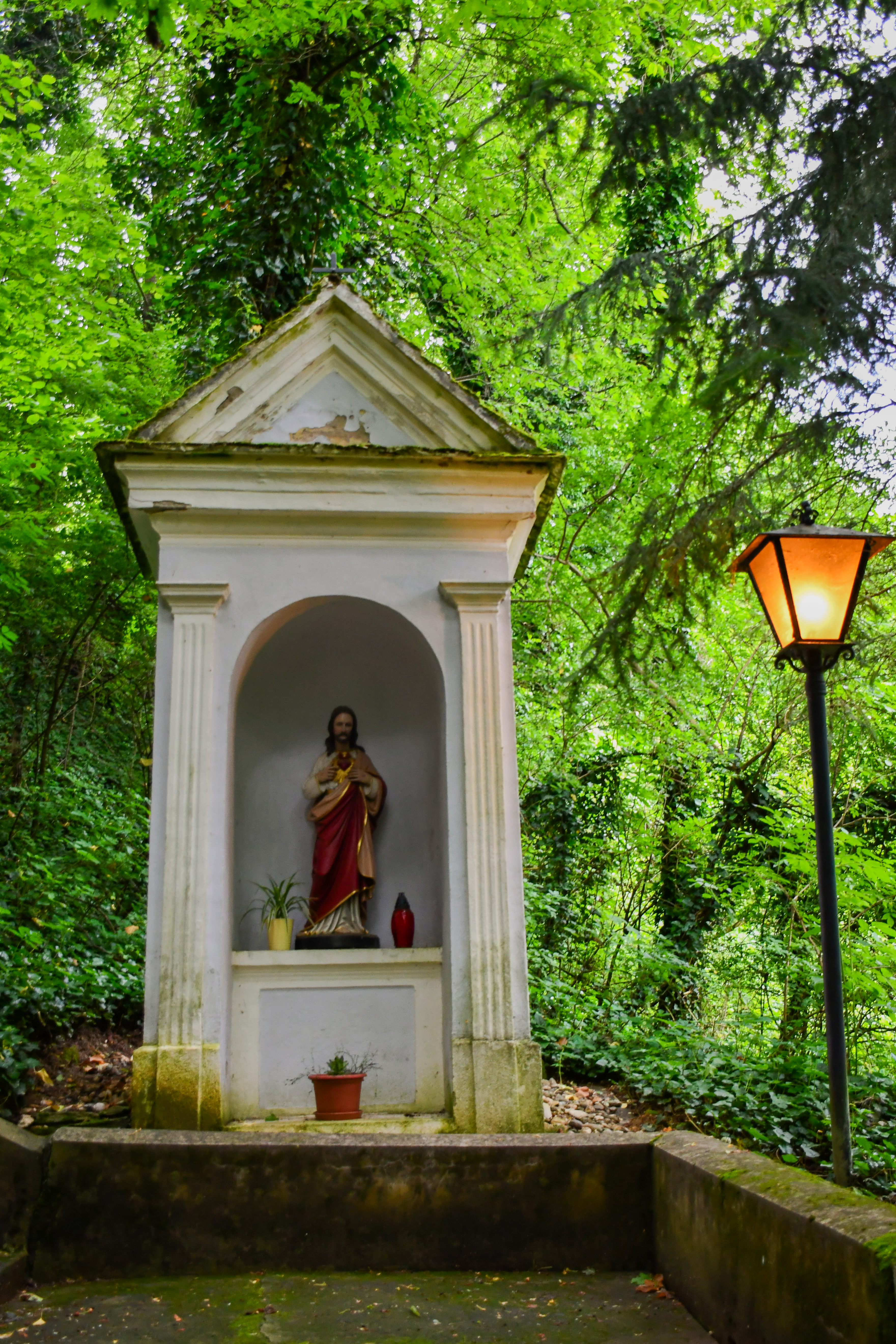
Herz-Jesu-Kapelle
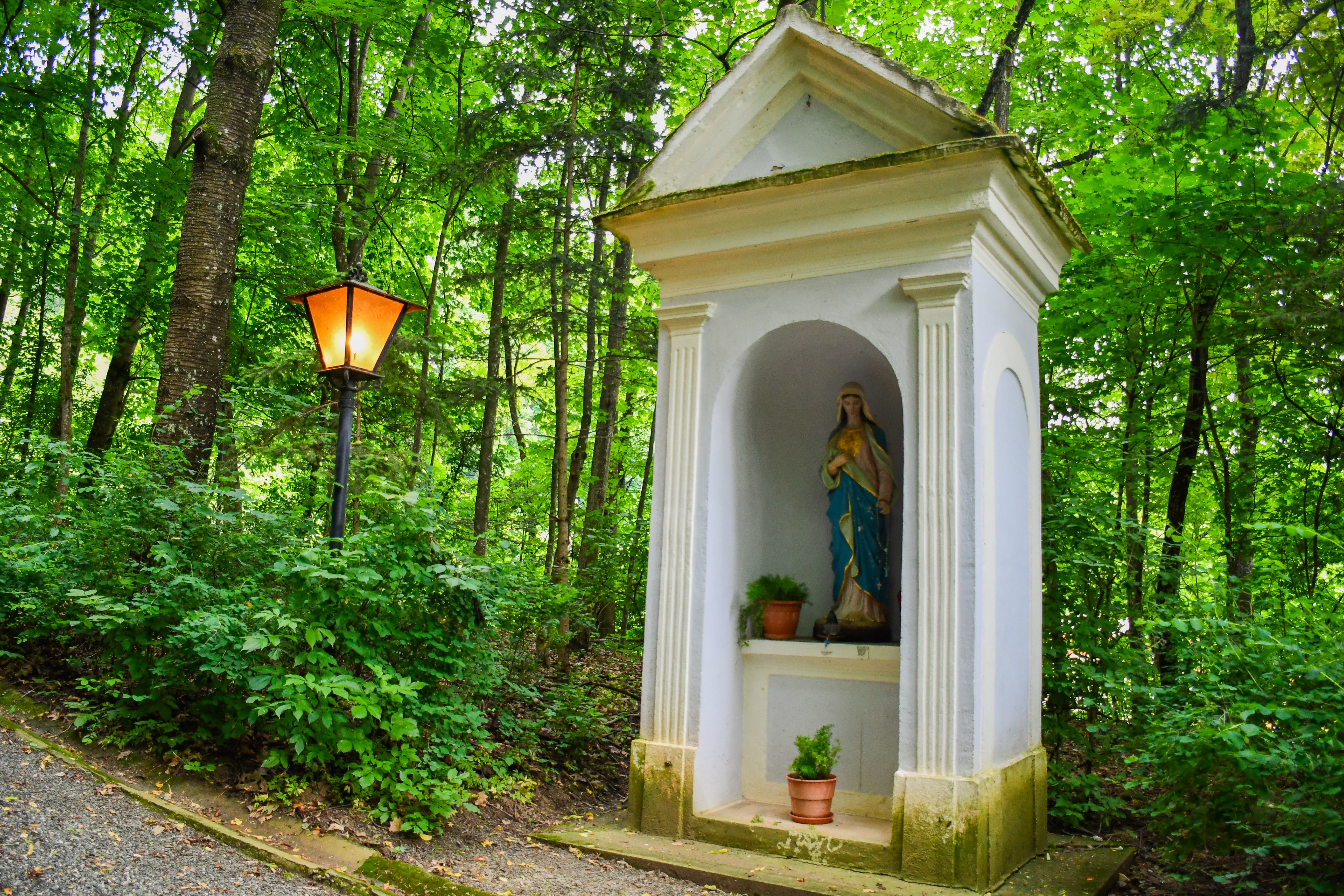
Marienkapelle

## Wallfahrten
Die Kirche in Maria Weinberg ist eines der bedeutendsten Pilgerziele des Südburgenlandes und seiner angrenzenden ungarischen Kreise. Zusätzlich gehört die Kirche zu den wichtigsten Marienwallfahrtsorten des Burgenlandes und der Diözese Eisenstadt.
Wie lange der Wallfahrtsort bereits Bestand hat, ist nicht bekannt. Der päpstliche Ablass des Jahres 1475 lässt aber darauf schließen, dass es sich bereits damals um ein wichtiges Pilgerzentrum der Region gehandelt haben dürfte. Dass die Gnadenmadonna des Hauptaltares ebenfalls aus der Zeit um 1470 stammt, unterstützt diese Annahme. Wie bei vielen anderen regionalen Wallfahrtsorten, dürfte die Bedeutung von Maria Weinberg ab dem Barock zugenommen haben. Ausgelöst durch die Gegenreformation kam es in dieser Zeit zu einer von der Amtskirche geförderten Zunahme von Wallfahrten zu Pilgerorten in der näheren Umgebung. Zuvor war es eher üblich gewesen, dass Gläubige seltenere, dafür aber weitere Wallfahrten zu überregionalen Pilgerzentren wie Mariazell unternahmen.
Die Grenzziehungen im Zuge des Vertrages von Trianon nach dem Ersten Weltkrieg, vor allem aber die Hochrüstung der Staatsgrenze nach dem Zweiten Weltkrieg, wirkte sich negativ auf die Pilgerzahlen grenznaher Wallfahrtsorte wie Maria Weinberg aus.
Der bedeutendste Pilgertag für Maria Weinberg ist der Festtag Mariä Himmelfahrt am 15. August, der regional auch als Großfrauentag bezeichnet wird. An diesem Tag wird das Patroziniumsfest der Kirche begangen und ein Kirtag abgehalten, der das Ziel von mehreren Pilgergruppen aus der näheren Umgebung ist. Weitere bedeutende Pilgertage sind die Festtage Mariä Geburt am 8. September, Mariä Empfängnis am 8. Dezember und Mariä Verkündigung am 25. März.